# Daniel Garesché
Daniel Garesché, né le 12 juillet 1737 à Nieulle-sur-Seudre et décédé le 4 novembre 1811 à La Rochelle, est un négociant, armateur, négrier et homme politique français.

## Biographie
Daniel Garesché est le fils de Marie Anne Monbeuille et d'Isaac Garesché (1700-1769), un riche négociant et armateur protestant ayant fait fortune à la pêche à Terre-Neuve puis dans les plantations de canne à sucre à la colonie de Saint-Domingue. Son frère Pierre-Isaac sera député.

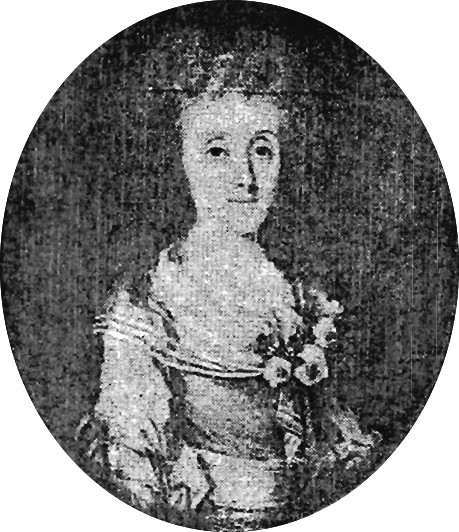
Portrait de sa femme Marie Anne Sara Carayon.

Le 12 mai 1767, en l'église réformée de La Rochelle, il se marie avec Marie Anne Sara Carayon, fille de Jacques Carayon et petite-fille de Jacques Rasteau, tous deux puissants armateurs et négriers de la place. De leur union naissent plusieurs enfants, dont Marie qui épousera Jean Jacques Robert Leclerc, inspecteur divisionnaire des ponts et chaussées.

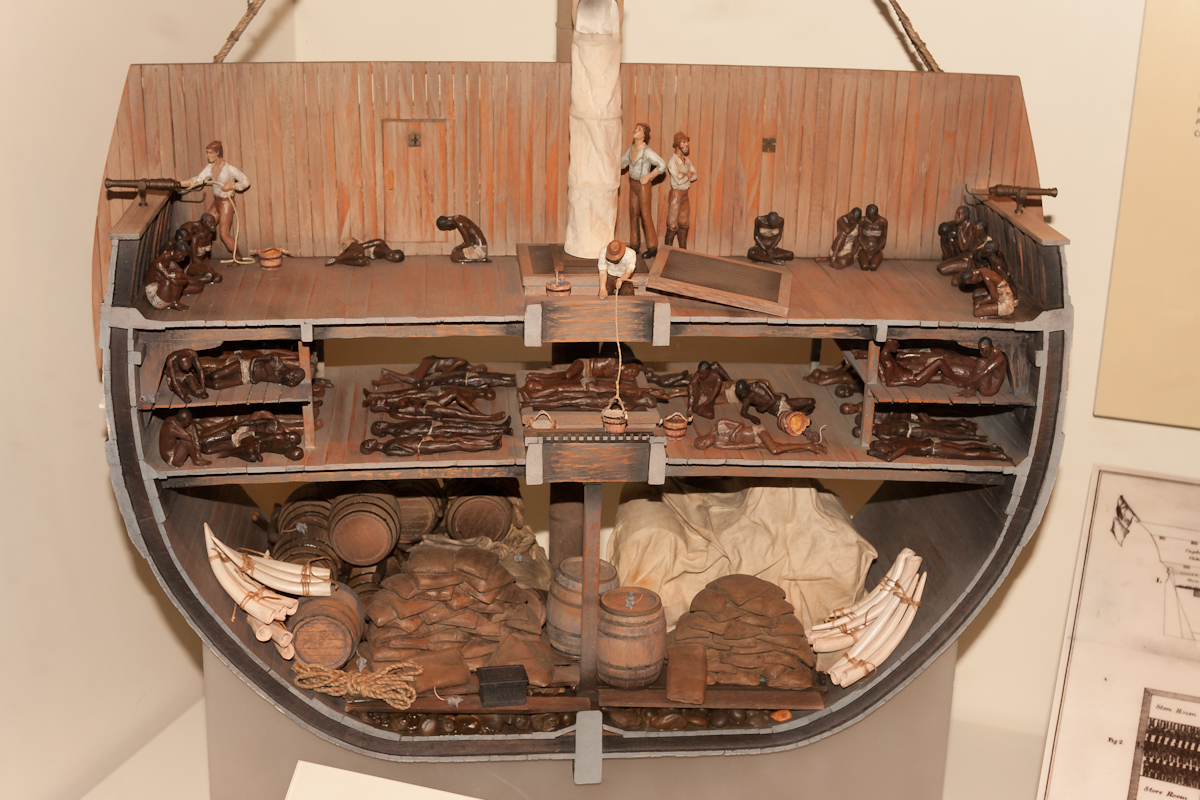
Coupe d'un navire négrier.

Installé à La Rochelle comme négociant et armateur, ses activités de commerce prospèrent bien qu'il y ait des désastres comme le pillage par les Portugais de son navire négrier le Saint-Jacques au large de l'île du Prince alors qu'il est à destination de la Côte de l'Or, subissant alors une perte de 530 551 livres. Il devient syndic de la Chambre de commerce de La Rochelle le 11 juillet 1777.
En 1785, il possède huit navires et arme le plus gros vaisseau négrier de La Rochelle, le Comte de Forcalquier, qui peut transporter 778 captifs.
Il est procureur de la plantation Boucassin, à Saint-Domingue, propriété de son frère Jean Garesché du Rocher.

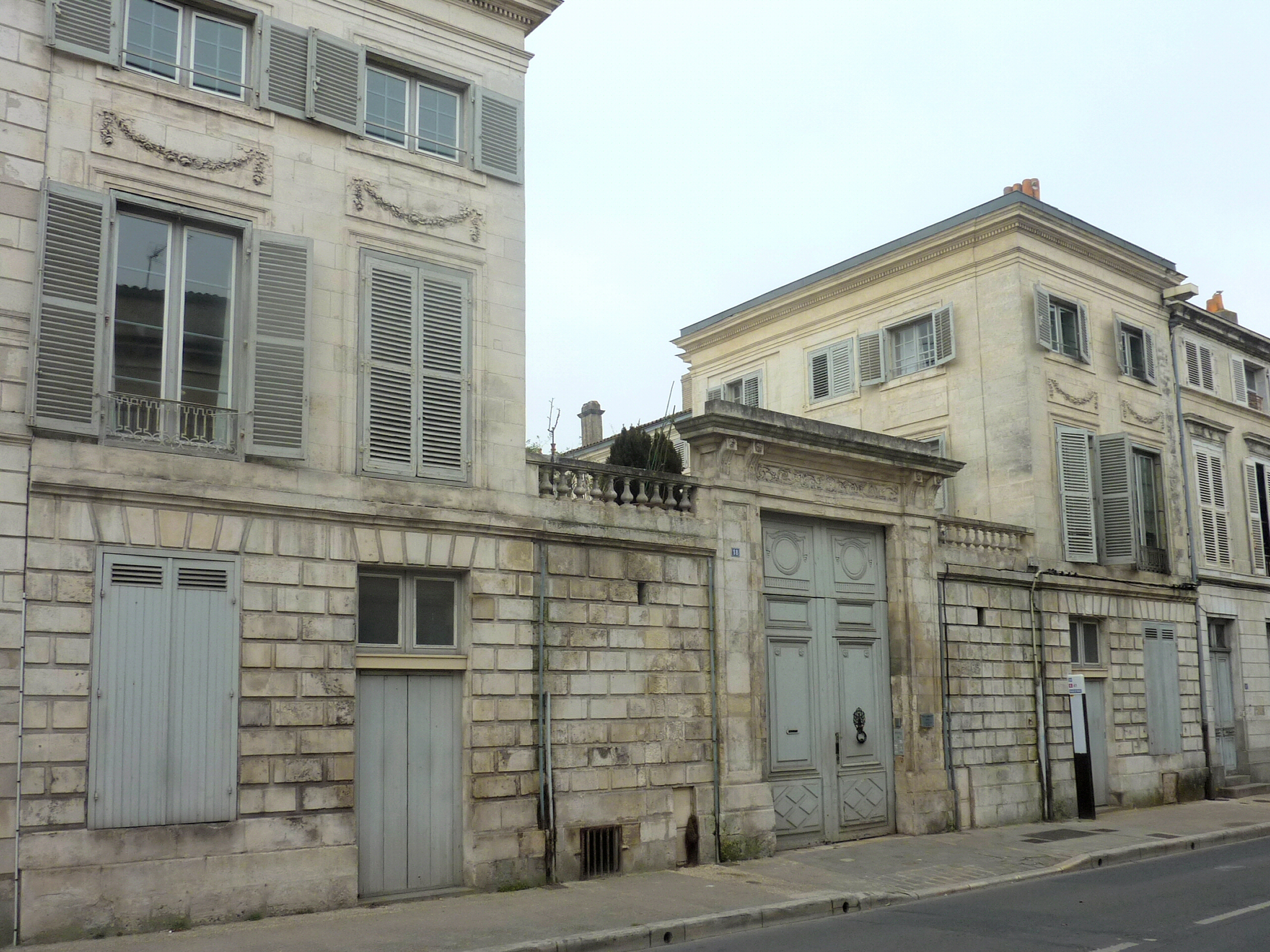
Son hôtel particulier à La Rochelle.

Il rachète l'hôtel particulier de Joseph Gast à La Rochelle, situé rue Porte-Neuve (aujourd'hui 18 rue Réaumur). Il fait construire l'extrémité sud-est des ailes et le corps d'entrée sur rue. Il acquiert également le château de L'Hermenault.
Élu à la tête des officiers municipaux de La Rochelle en 1790, il est brièvement maire de La Rochelle de 1791 à 1792. Il inaugure le premier tribunal de commerce de La Rochelle et est contraint de fuir pour sauver sa vie avec l'arrivée des Jacobins.
La Révolution haïtienne lancée par les révoltes d'esclaves en août 1791, lui cause la perte d'une grande partie de sa fortune. En 1792, ses affaires présentent 7 millions d'actif et 5 de passif.
Daniel Garesché meurt le 4 novembre 1811. Sa tombe est située au cimetière Saint-Eloi de La Rochelle.

## Hommage et critiques
La rue Daniel-Garesché, à La Rochelle, est nommée en son honneur. En raison du lien avec la traite négrière, l'association Mémoires & Partages, fondée par l'essayiste Karfa Diallo, demande depuis 2009 d'ouvrir un débat sur cette odonymie. L'association suggère notamment, soit de rebaptiser les rues, soit a minima d'apposer des plaques explicatives,. Finalement, en 2021, vingt ans après la loi Taubira, la ville de La Rochelle accepte d'étoffer certaines plaques de rues, afin de mentionner le lien entre leurs noms et la traite négrière,.